# Stanislav Sedláček
Stanislav Sedláček (5. května 1919 Jimramov – 21. července 2002 Šternberk) byl pedagog a emeritní proděkan filosofické fakulty na Univerzitě Palackého v Olomouci.

## Život
Narodil se v chudé rodině v Jimramově, v domě v Panské ulici čp. 219 (tzv. Stodolovo; v současnosti zbořeno). Po absolvování gymnázia nastoupil na studia latinské a řecké filologie na filosofické fakultě Masarykovy univerzity v Brně. Po uzavření vysokých škol za německé okupace musel svá studia přerušit, takže je zakončil až po roce 1945. Svoji pedagogickou činnost zahájil v roce 1947 jako středoškolský profesor na gymnáziu ve Šternberku. V roce 1969 získal titul doktora filosofie, když obhájil svoji disertační práci Dion a syrakuská tyrannis. Od roku 1959 až do svého odchodu do důchodu v roce 1995 přednášel na Univerzitě Palackého v Olomouci, kde také získal docenturu a titul emeritního proděkana. Nejprve pracoval Katedře aplikované lingvistiky, odkud v roce 1981 přešel na Katedru historie.
Na svých přednáškách kladl důraz především na detailní výklad dějin a porozumění starověkým civilizacím. Ve svém výzkumu se zaměřoval nejen na období republikánské Říma (především na dobu Mariovu a Sullovu), ale především na mytologii a řecký stát a právo, což se projevilo i na tématu jeho disertační práce, a další oblasti antického Řecka. Podílel se na tvorbě skript Dějiny kultury I., kde vytvořil část věnovanou dějinám kultury ve starověku.
Zemřel po delší nemoci 21. července 2002 ve Šternberku.